# Killzone 2
Killzone 2 è un videogioco sparatutto in prima persona a sfondo fantascientifico del 2009, sviluppato da Guerrilla Games in esclusiva per la console PlayStation 3, sotto la produzione di Sony. Ambientato due anni dopo l'originale Killzone per PlayStation 2 e poco dopo i fatti di Killzone: Liberation, spin-off per PSP, prosegue il racconto della futuristica guerra interplanetaria tra Vektan ed Helghast.
Il gioco era stato originariamente presentato alla conferenza Sony dell'E3 del 2005 come uno dei titoli di punta della line-up iniziale di PlayStation 3, che sarebbe stata lanciata sul mercato alla fine del 2006. I preordini hanno raggiunto la cifra di 1,1 milioni di unità nella sola Europa.
Nel marzo del 2018, Guerrilla Games ha annunciato la chiusura dei server di Killzone 2 così come di Killzone 3, rendendo impossibile usufruire del comparto multiplayer.

## Trama
Riprendendo gli eventi e la trama del primo Killzone per PlayStation 2 e di Killzone: Liberation per PlayStation Portable, a quasi due anni dall'assalto Helghast su Vekta, l'ISA (Interplanetary Strategic Alliance) sposta il fronte su Helghan, il pianeta natale del nemico. L'obiettivo ISA è semplice: sbarcare su Helghan e catturare il leader Helghast, l'Autarca Scolar Visari, con un'offensiva lampo per arrestare la macchina da guerra Helghast, puntando su una presunta superiorità di equipaggiamento e dello scarso morale delle truppe Helghast.
Nei panni del Sergente Tomas "Sev" Sevchenko, membro della squadra Alpha (una unità di forze speciali dell'esercito ISA), i giocatori si trovano in prima linea per compiere una missione programmata per annientare la minaccia Helghast. La flotta d'attacco ISA, con a capo la nave ammiraglia ‘New Sun’ del colonnello Jan Templar, è schierata sopra i cieli di Pyrrhus, la capitale di Helghan. L'obiettivo è invadere la città, stabilire una testa di sbarco e catturare il leader Helghast Scolar Visari per porre fine al conflitto.
La squadra Alpha, un'unità d'élite dell'esercito ISA composta dai sergenti Rico Velasquez e Tomas Sevchenko e dai caporali Dante Garza e Shawn Natko, tocca il suolo nemico nei pressi del Corinth River insieme alla prima ondata d'assalto. L'invasione sembra procedere per il verso giusto finché gli Helghast non attivano il sistema difensivo della città, costituito da torri ad arco in grado di convogliare enormi quantità di energia da sprigionare sulla flotta ISA. In balia delle micidiali torri, le ondate ISA subiscono gravi perdite perciò la squadra Alpha viene inviata alla Visari Square dal capitano Narville con lo scopo di neutralizzare il sistema difensivo.
Nella distruzione della batteria, il caporale Garza raccoglie una parte di uno degli shrapnel e lo consegna al capitano Narville affinché possa essere analizzato nel tentativo di scoprire qualcosa su quel particolare sistema difensivo. In seguito, l'esercito ISA riesce a conquistare Visari Square e ad aprirsi un passaggio verso il Salamun District e il ponte, passaggio obbligato per il palazzo di Visari. Il convoglio con la squadra Alpha in testa si fa strada nel distretto, attraversa il ponte e ripulisce l'Accademia ma, durante l'avanzata, altre strutture difensive estensibili simili alle torri ad arco si ergono dal terreno infliggendo perdite agli ISA e costringendoli alla ritirata. 
Nel frattempo, la giovane scienziata Evelyn Batton scopre che le torri sono composte da un elemento minerale estremamente reattivo e instabile di nome "petrusite", la cui concentrazione è estremamente alta in una zona a sud della città. Il colonnello Templar ordina quindi alla squadra Alpha di recarsi insieme ad Evelyn Batton nelle "Terre Desolate" a sud di Pyrrhus, per investigare e possibilmente annientare la fonte di energia che dà potere alle linee difensive Helghast.
Giunti al villaggio di Suljeva, Sev e Rico si separano dal resto del gruppo per attivare un'antenna radio in modo da poter comunicare con la New Sun. Dopo il ritrovamento di una squadra di ricognizione ISA trucidata si rendono conto che il villaggio, che si pensava abbandonato, è pesantemente presidiato dagli Helghast. In seguito all'attivazione dell'antenna Evelyn comunica via radio che gli Helghast li hanno attaccati: Sev e Rico accorrono in soccorso dei compagni ma presto scoprono che sono stati catturati dalle truppe nemiche e li seguono a bordo di un sistema ferroviario sotterraneo che termina la sua corsa alla raffineria Tharsis.
Una volta alla raffineria Sev e Rico, dopo essersi fatti strada attraverso l'impianto, scoprono che i tre amici sono stati catturati nientemeno che da Mael Radec, il comandante in capo delle forze militari di Pyrrhus e tristemente conosciuto come ”il mastino di Visari”. Rico e Sev assistono alla scena nascosti: Radec interroga i tre, minacciando di ucciderli se non gli riveleranno i codici per le armi nucleari. Sev decide di aggirare il nemico e prenderlo di sorpresa per non mettere in pericolo i compagni, ma Rico in un impeto di rabbia irrompe sulla scena sparando all'impazzata: nella confusione il caporale Garza viene ferito gravemente, Radec riesce a fuggire e dopo una estenuante sparatoria la squadra viene raccolta da un veicolo di soccorso chiamato da Evelyn. Nonostante l'arrivo immediato dei soccorsi, Garza muore tra le braccia di Sev prima di arrivare a bordo della New Sun.
Sev incolpa Rico dell'accaduto, ritenendolo responsabile della morte di Garza per non aver saputo gestire al meglio la situazione. La missione ha comunque dato i suoi frutti: avendo capito che dalla raffineria si estende una rete energetica che sostenta le difese di tutto il pianeta, il colonnello Templar decide di bombardarla per annientare la griglia difensiva della capitale. Ma il piano viene interrotto dagli Helghast, che abbordano tutte le navi della flotta ISA compresa la New Sun.
La squadra Alpha abbandona la nave ormai destinata alla distruzione mentre il colonnello Radec, in cerca dei codici dell'arma nucleare Red Dust, uccide Evelyn e ferisce gravemente il colonnello Templar prima di scaricare i codici. Tuttavia Templar, prima di morire, avrà però il tempo di correggere la rotta della nave in caduta facendola schiantare sulla raffineria: il sistema difensivo di Pyrrhus è quindi finalmente disattivato.
Una volta atterrata, la squadra Alpha ha l'ordine di riunirsi al capitano Narville, che sta radunando le truppe sbarcate dalla flotta in fiamme per sferrare l'attacco finale alla città. Una volta al punto di riunione nelle lande Maelstra alle porte di Pyrrhus, la squadra assiste a un'esplosione nucleare in lontananza: Visari, temendo la capitolazione del suo esercito, decide di far esplodere l'ordigno con i codici recuperati da Radec, distruggendo la città e annientando così il grosso delle truppe ISA rimaste in città. Narville e compagni, resisi conto della loro inferiorità e che una vittoria è ormai alquanto improbabile, decidono di sferrare ugualmente l'attacco a Pyrrhus e tentare il tutto per tutto.
Le forze ISA sbarcano quindi nei pressi dell'autostrada Lazar e si fanno largo con ferocia fino al palazzo, distruggendo nell'avanzata una batteria ad arco che ostacolava l'atterraggio degli incursori. Dopo un assalto disperato nel cortile del palazzo, Rico e Sev penetrano all'interno dove sbaragliano la guardia personale di Radec il quale, gravemente ferito, decide di suicidarsi per non essere catturato vivo. Superato l'ultimo baluardo difensivo, i due si trovano faccia a faccia con Visari: il leader Helghast, indignato per il fatto che l'ISA mandi solo un sergente per catturarlo, non ha un atteggiamento da sconfitto e asserisce che la sua cattura non cambierà le sorti della guerra, a suo dire ben lontana dalla fine, e che il suo popolo coprirà le strade con i propri morti prima di arrendersi. Inoltre, sostiene di essere l'unico in grado di tenere a bada la furia del suo popolo, e che se dovesse morire gli Helghast sarebbero incontrollabili, senza una guida, in balìa di una furia cieca.
Improvvisamente Rico, in preda a un impeto di rabbia, ferisce mortalmente Visari con un colpo a bruciapelo davanti ad un contrariato ed esterrefatto Sev. Visari, morente, pronuncerà la frase “La follia...comincia ora.”
Sev, sconvolto dal gesto del suo caposquadra e dalla morte dei suoi amici, siede esausto sulle scale del palazzo e guarda in alto: centinaia di navi Helghast, che si supponeva fossero state tutte annientate, si stagliano nel cielo distruggendo ciò che rimane della flotta ISA, intrappolando i restanti soldati ISA su Helghan e confermando ciò che Visari aveva predetto.

## Modalità di gioco
CampagnaLa modalità giocatore singolo suddivisa in 10 livelli.
Zona di GuerraModalità online che permette di giocare battaglie fino a 16 vs 16 giocatori in 8 mappe (più altre 6 scaricabili a pagamento dal PlayStation Store) con un sistema di classi e di progressione di livello.
SchermagliaModalità che permette di visitare le mappe online e di giocare contro i bot guidati dall'intelligenza artificiale.
Il 29 marzo 2018 è la data di chiusura dei server per la modalità di gioco on line.

## Personaggi principali

### Squadra Alpha
La squadra Alpha è una delle otto squadre di supporto dei convogli principali create da Jan Templar.
come le altre squadre è composta da 4 uomini, lo scopo della squadra è supportare l'esercito ISA compiendo missioni di demolizione, scorta, conquista o difesa di posizioni. Nel gioco compare solo la squadra Alpha.

#### Sergente di Prima Classe Tomas "Sev" Sevchenko
Il personaggio principale di Killzone 2, membro della Squadra Alpha delle Forze Speciali ISA. Schivo e molto contemplativo, a soli 25 anni ha già avuto successo in diverse campagne che gli hanno anche segnato la vita e, seppur meno esperto dei compagni Rico e Natko, è un soldato tecnicamente superbo. È un soldato imperfetto in un esercito perfetto. Nato in una famiglia rispettabile della zona nord di Vekta, Sev decide di arruolarsi contro il volere dei suoi parenti perché ritiene che il suo dovere sia di difendere la patria. Soldato affidabile e intelligente, si è distinto nella guerra di Vekta per freddezza, coraggio e abilità tattiche, oltre che di combattimento, tanto da essere notato dal capitano (poi colonnello) Jan Templar che deciderà di farlo entrare nella squadra Alpha come secondo in comando (sostituendo il predecessore morto in una esercitazione) e riuscendo a conquistarsi sul campo il rispetto di Rico e Natko, i soldati del team Alpha titubanti al momento del suo ingresso in squadra. Sev è dotato di grandi ideali ed è pronto ad affrontare gli Helghast anche per vendetta, a causa della morte dei suoi parenti durante la guerra di Vekta. La sua voce italiana è di Silvio Pandolfi.

#### Caporale Dante Garza
È un membro della Squadra Alpha delle Forze Speciali ISA. Giovane e presuntuoso, Garza è un soldato leale e affidabile che ha guadagnato meritatamente il suo status di élite. Mandato dalla sua famiglia all'accademia militare a causa del suo comportamento, è lì che Garza scopre la sua vocazione decidendo così di arruolarsi nell'esercito. Ottimo tiratore ed esperto in demolizioni e sabotaggio, Garza si rivela un grande soldato nonostante la sua quasi mancanza di disciplina che compensa con il suo caraggio, il suo valore e la lealtà verso i compagni. Combatte con Sev su Vekta ed entra nella squadra Alpha per occupare la posizione numero 4, e spesso farà coppia proprio con il suo vecchio compagno durante le missioni più delicate. La sua arma preferita è il fucile d'assalto M-82G. Con i suoi 23 anni è il più giovane della squadra. La sua voce italiana è di Andrea De Nisco.

#### Sergente Rico Velasquez
Veterano dell'ISA, Rico è un uomo d'assalto che preferisce prima sparare e lasciare a dopo le domande, se proprio deve farne...ma nonostante questo ha un buon cuore. Non propriamente uno stratega, è però un eccellente soldato che non teme nulla e non si ferma davanti a nulla. Durante la guerra di Vekta il suo plotone venne massacrato dagli Helghast e insieme a Templar, Luger e Hakha riuscì a mettere in crisi l'esercito di Lente, a penetrare nella piattaforma orbitale e ad uccidere il generale Adams. Sulla piattaforma, dopo essere stato ferito venne salvato da Hakha, e dopo questo avvenimento cambiò opinione nei suoi confronti arrivando a considerarlo addirittura un amico. Successivamente, entrò a far parte della Squadra Alpha per l'invasione della capitale di Helghan, Pyrrhus. Rico è famoso per il suo coraggio, per il suo valore come soldato e per il suo attaccamento ai compagni d'arme, caratteristiche che hanno fatto sì che Templar gli affidasse il comando della squadra Alpha. Nonostante sia il caposquadra, Rico ricopre il ruolo di mitragliere. La sua voce italiana è di Pietro Ubaldi.

#### Caporale Shawn Natko
È l'esperto di demolizioni della Squadra Alpha delle Forze Speciali ISA. Shawn Natko occupa la terza posizione della squadra Alpha, dopo aver rifiutato la seconda a causa della sua "allergia" alle responsabilità. Freddo, cinico e sboccato, Natko viene da una famiglia di umili origini e non ha particolari aspirazioni se non quella di tornare a casa vivo. Con i suoi 32 anni è uno dei più anziani della squadra e spesso scherza in maniera acida con Garza, il più giovane, il quale però risponde sempre per le rime. Pronto a sparare a chiunque gli punti contro una arma, Natko oltre che per la sua abilità nel combattimento ravvicinato è famoso per le continue imprecazioni e lamentele che in parte coprono la sua mancanza di entusiasmo. Nonostante il suo atteggiamento, Natko ha dato prova numerose volte di grande coraggio e grande abilità in combattimento. Utilizza il fucile a pompa LS13. La sua voce italiana è Andrea Guido Failla.

### ISA

#### Colonnello Jan Templar
È il comandante del cruiser 'New Sun', nave ammiraglia della flotta ISA. Protagonista di Killzone e Killzone: Liberation, è considerato su Vekta un eroe a tutti gli effetti. Dirige l'invasione di Helghan dal cielo, per la prima volta con suo grande dispiacere senza scendere effettivamente sul campo di battaglia. Grande amico di Rico a seguito dell'invasione di Vekta, è un comandante stimato dai suoi uomini e rispettato dagli avversari, e nutre seri dubbi sul fatto che le truppe ISA siano realmente preparate ad uno scontro duraturo su un pianeta ostico come Helghan. La sua voce italiana è di Lorenzo Scattorin.

#### Evelyn Batton
Ex ricercatrice nucleare degli ISA, è la persona che ha sviluppato le armi nucleari su ordine del generale Stratson poi cadute nelle mani degli Helghast. Durante l'invasione di Vekta, Evelyn fu catturata dagli Helghast ma venne poi liberata da Templar. Ora ha il compito di localizzare e neutralizzare le testate nucleari rubate dal nemico, nonché di trovare una soluzione per neutralizzare la fonte di energia che alimenta il sistema difensivo di Pyrrhus. La sua voce italiana è di Stefania Patruno.
Capitano William NarvilleComandante delle forze di fanteria ISA su Helghan e veterano di molte sanguinose campagne, Narville si è sempre distinto come uno dei comandanti sul campo più efficaci e caparbi dell'ISA e, come lo definisce Natko, "uno con le palle". Poiché si trovava sulla Terra in occasione dell'invasione Helghast su Vekta, Narville provò un forte senso di vergogna per non aver potuto aiutare la sua patria nel momento del bisogno, e l'assalto su Helghan rappresenta per lui il miglior modo di vendicarsi dei nemici, nonché di dimostrare tutto il suo valore. Buon comandante, non tollera svogliatezze e insubordinazioni e i suoi uomini lo rispettano perché sanno che, sebbene sia disposto a correre grossi rischi per raggiungere gli obiettivi, non ordinerebbe mai loro di fare qualcosa che lui stesso non sarebbe disposto a fare. La sua voce italiana è di Ivo De Palma.

### Helghast

#### Autarca Scolar Visari
È il leader degli Helghast e sovrano del pianeta Helghan. È il responsabile della ri-militarizzazione delle truppe Helghan dopo la loro sconfitta nella Prima Guerra Helghan, e del profondo senso nazionalista che negli anni è riuscito a infondere nel suo popolo, tanto da rendere ogni singolo Helghast bramoso di sacrificare la propria vita per soddisfare gli obiettivi del dittatore. Era riuscito, con grande abilità e leadership, a risollevare il suo popolo fino a lanciare l'invasione a uno dei pianeti coloniali dell'ISA, Vekta, per vendicare ciò che egli ritiene come un abbandono e un abuso degli Helghast da parte delle colonie. La sua voce italiana è di Maurizio Scattorin.

#### Colonnello Mael Radec
Spietato comandante delle guardie personali di Visari e difensore del pianeta Helghan, mostra un grande desiderio di battaglia e preferisce l'azione alla pianificazione. La personificazione umana dello squalo, è definito il "cane da caccia" di Visari. Famoso per la sua ferocia, determinazione, abilità sul campo di battaglia e la totale fedeltà verso Visari, È considerato non un eccellente stratega ma un ottimo tattico, capace di sfruttare le capacità di ogni suo singolo uomo in base alla forza dell'opposizione. Inoltre è straordinariamente abile a combinare le varie unità al suo comando in un singolo attacco coordinato. Tra i suoi uomini, inoltre, è conosciuto anche per l'estrema rigidità e severità: è risaputo che abbia giustiziato due soldati del suo esercito per "violazioni di uniforme". La sua voce italiana è di Riccardo Rovatti.

## Contenuti scaricabili
- Il primo pack aggiuntivo chiamato Acciaio e titanio è stato distribuito il 30 aprile 2009 e contiene due mappe aggiuntive per il multiplayer online: "Proiettile terre desolate" e "Incrociatore Vekta".[3][4][5]
- Il secondo pack aggiuntivo chiamato Fulmini e saette è stato distribuito l'11 giugno 2009  ed aggiunge due mappe prese dal primo Killzone: "Testa di ponte" e "Le colline a sud".[6]
- Il terzo pack aggiuntivo chiamato Napalm e cordite è stato distribuito il 23 luglio 2009 e presenta due mappe aggiuntive per il multiplayer online: "Scarpata Suljieva" e "Piattaforma torri ad arco". Con questo pack è inoltre possibile utilizzare online due armi già presenti nella modalità storia: il lanciafiamme e il lanciascariche.[7]
- Sempre dal 23 luglio 2009 è stato reso disponibile il Pack Mappe, contenente tutti e tre i precedenti contenuti scaricabili.[8]

Tutti i contenuti sono acquistabili tramite il PlayStation Store e aggiungono nuovi trofei a quelli già presenti nel gioco.

## Accoglienza
| Pubblicazione                                                                          | Punteggio |
| -------------------------------------------------------------------------------------- | --------- |
| 1UP.com Archiviato il 3 marzo 2009 in Internet Archive.                                | A         |
| 4News.it                                                                               | 96/100    |
| CoPlaNet.it Archiviato il 28 febbraio 2009 in Internet Archive.                        | 9/10      |
| Edge                                                                                   | 7/10      |
| Eurogamer                                                                              | 9/10      |
| GamePro Archiviato il 26 febbraio 2009 in Internet Archive.                            | 5/5       |
| GamesMaster                                                                            | 91%       |
| Play Generation                                                                        | 97/100    |
| GameSpy                                                                                | 4.5/5     |
| GameTrailers                                                                           | 9.2/10    |
| GameZone                                                                               | 9.4/10    |
| IGN                                                                                    | 9.4/10    |
| Official Playstation Magazine (US) Archiviato il 30 gennaio 2009 in Internet Archive.  | 5/5       |
| Official Playstation Magazine (UK) Archiviato il 16 febbraio 2009 in Internet Archive. | 9/10      |
| Official Playstation Magazine (Australia)                                              | 10/10     |
| Play Magazine                                                                          | 93%       |
| X-Play Archiviato il 26 luglio 2018 in Internet Archive.                               | 5/5       |
| Play Generation                                                                        | 97/100    |
| Metarecensioni                                                                         |           |
| Game Rankings                                                                          | 90.12%    |
| Metacritic Archiviato il 14 marzo 2012 in Internet Archive.                            | 91/100    |

La rivista Play Generation diede al gioco un punteggio di 97/100, apprezzando il fatto che fosse tecnicamente "sbalorditivo", "ferocemente" appagante e ricco di contenuti e come contro le schermate di caricamento poste tra i vari livelli che disturbavano un po' il senso di continuità, finendo per trovarlo un successo strepitoso nel suo genere sotto ogni punto di vista.
Poco tempo dopo la sua pubblicazione, il gioco è arrivato in cima alle classifiche di vendita.
Sono state vendute 750 000 copie solo nella prima settimana. Il gioco, dopo 4 mesi dalla data di uscita, ha fatto registrare un totale di vendite che ammontano sui 2,02 milioni.

## Sviluppo
Per la realizzazione del gioco, sono stati impiegati 120 sviluppatori, e il budget stanziato per il gioco è stato quantificato in una cifra superiore ai 45 milioni di dollari, come dichiarato da Asjan Brusse, director di Killzone 2.